# La llibreria
La llibreria (títol original en anglès: The Bookshop) és una pel·lícula dramàtica de 2017 escrita i dirigida per Isabel Coixet. El guió és una adaptació de la novel·la La llibreria de la novel·lista anglesa Penelope Fitzgerald. La pel·lícula, coproduïda per Espanya, el Regne Unit i Alemanya, fou rodada en llengua anglesa i està protagonitzada en els seus principals papers pels actors britànics Emily Mortimer i Bill Nighy i l'estatunidenca Patricia Clarkson l'agost i setembre de 2016 a Portaferry, Comtat de Down, Irlanda del Nord i Barcelona (exteriors a Barcelona, Badalona i Argentona i interiors en estudi). Ha estat doblada al català.

## Argument
Florence Green ha arribat a Hardborough, una tranquil·la ciutat de la costa anglesa dels anys 1950, decidida a complir el somni que ella i el seu marit van concebre quan es van conèixer: obrir una llibreria en un lloc allunyat de les revolucions socials que tenien lloc en els llunyans grans centres urbans. Les seves il·lusions ensopegaran amb les resistències de Violet Gamar, una gran dama que domina la vida dels seus conciutadans des del seu pedestal.

## Repartiment
- Emily Mortimer - Florence Green
- Patricia Clarkson - Mrs. Violet Gamart
- Bill Nighy - Mr. Edmund Brundish
- Charlotte Vega - Kattie

## Rebuda
El guió d'Isabel Coixet, va rebre el premi a la millor adaptació literària de 2017 de la Fira del Llibre de Frankfurt. També va inaugurar la SEMINCI de 2017, com a estrena mundial, amb bones crítiques.
L'estrena comercial a Espanya fou el 10 de novembre de 2017, amb bona recepció crítica i amb gran èxit de públic, amb més de 300.000 espectadors i 2 milions d'euros de taquilla a Espanya en mes i mig. La pel·lícula va rebre dotze nominacions als Premis Goya 2018, tres nominacions als Premis Feroz (millor direcció, millor música original i millor actor secundari) i la nominació a la millor pel·lícula pels Premis Forqué.
El 18 de desembre del 2017 es va anunciar que La llibreria seria presentada internacionalment en una gala especial de la Berlinale durant la 68a edició del Festival Internacional de Cinema de Berlín, el febrer de 2018.